# Listă de filme românești de după 1989
Aceasta este o listă de filme românești:

## 1990
- Coroana de foc, de Sergiu Nicolaescu
- Cine are dreptate?, de Alexandru Tatos - IMDB
- Șobolanii roșii, de Florin Codre - IMDB
- Harababura, de Geo Saizescu - IMDB
- Campioana, de Elisabeta Bostan - IMDB

Documentare scurte
- De Crăciun ne-am luat rația de libertate, de Cornel Mihalache - IMDB

## 1991
- Undeva în est, de Nicolae Mărgineanu - IMDB
- A unsprezecea poruncă, de Mircea Daneliuc - IMDB
- Băiatul cu o singură bretea, de Iulian Mihu - IMDB
- Vânătoarea de lilieci, de Daniel Bărbulescu - IMDB
- Unde la soare e frig, de Bogdan Dumitrescu - IMDB
- Miss Litoral, de Mircea Mureșan - IMDB
- Ramanerea de Laurentiu Damian - IMDB

Documentare
- Piața Universității - România, de Stere Gulea, Sorin Ilieșiu, Vivi Drăgan Vasile - IMDB

## 1992
- Balanța, de Lucian Pintilie
- Hotel de lux, de Dan Pița - IMDB
- Liceenii rock 'n' roll, de Nicolae Corjos
- Tusea și junghiul, de Mircea Daneliuc - IMDB
- Dragoste și apă caldă, de Dan Mironescu - IMDB
- Predchuvstviye, de Valeriu Jereghi - IMDB
- Divorț din dragoste, de Andrei Blaier - IMDB
- Telefonul, de Elisabeta Bostan - IMDB
- Drumul cainilor, de Laurentiu Damian - IMDB

Filme de televiziune
- Cum vă place?, de Olimpia Arghir - IMDB

Documentare
- Și ei sunt ai noștri, de Radu Muntean - Cinemagia

## 1993
- E pericoloso sporgersi, de Nae Caranfil
- Patul conjugal, de Mircea Daneliuc - IMDB
- Atac în bibliotecă, de Mircea Drăgan
- Cel mai iubit dintre pământeni, de Șerban Marinescu - IMDB
- Privește înainte cu mânie, de Nicolae Mărgineanu - IMDB
- Liceenii în alertă, de Mircea Plângău - IMDB
- Casa din vis, de Ioan Cărmăzan - IMDB
- Oglinda, de Sergiu Nicolaescu - IMDB
- Crucea de piatră, de Andrei Blaier - IMDB
- Vulpe - vânător, de Stere Gulea
- Doi haiduci și o crâșmăriță, de Mircea George Cornea - IMDB
- Pro Patria, de Titus Muntean - IMDB

Filme de scurt metraj
- Interioare, de Cristi Puiu - Cinemagia

Documentare
- Architectura și puterea, de Nicolae Mărgineanu - IMDB

## 1994
- Șoapte de amor, de Mircea Daneliuc - IMDB
- O vară de neuitat, de Lucian Pintilie - IMDB
- Pepi și Fifi, de Dan Pița - IMDB
- Neînvinsă-i dragostea, de Mihnea Columbeanu - IMDB
- Dark Angel: The Ascent, de Linda Hassani - IMDB
- Somnul insulei, de Mircea Veroiu - IMDB
- A doua cădere a Constantinopolului, de Mircea Mureșan - IMDB

Filme de televiziune
- Ochii care nu se văd, de Dan Necșulea — IMDB
- Călătorie de neuitat (serial), de Geo Saizescu - IMDB

Filme de scurt metraj
- Nicăieri nu e ca acasă, de Cristi Puiu - Cinemagia
- Ea, de Radu Muntean - Cinemagia

Documentare
- Lindenfeld, de Radu Muntean - Cinemagia

Documentare scurte
- Și caii se împușcă, nu-i așa?, de Cătălin Cocriș - IMDB

## 1995
- Senatorul melcilor, de Mircea Daneliuc
- Craii de curte veche, de Mircea Veroiu - IMDB
- At the Orient's Gate, de Mircea Veroiu - IMDB
- Terente - regele bălților, de Andrei Blaier - IMDB
- Huntress: Spirit of the Night, de Mark S. Manos - IMDB
- Aici nu mai locuiește nimeni, de Malvina Ursianu - IMDB

Filme de televiziune
- Mincinosul, de Tudor Mărăscu - IMDB
- Cui i-e frica de Virginia Woolf?, de Olimpia Arghir - IMDB

Filme de scurt metraj
- Before breakfast, de Cristi Puiu - Cinemagia
- În fiecare zi e noapte, de Alexandru Maftei - IMDB
- Cu poporul, pentru popor, de Cătălin Cocriș - IMDB

Documentare
- Apocalipsa după Cioran - IMDB

## 1996
- Asfalt Tango, de Nae Caranfil - IMDB
- Punctul zero, de Sergiu Nicolaescu
- Eu sunt Adam!, de Dan Pița - IMDB
- Prea târziu, de Lucian Pintilie[1] - IMDB
- Stare de fapt, de Stere Gulea - IMDB

Filme de televiziune
- Capul de zimbru, de Nicolae Mărgineanu - IMDB
- Tragica poveste de dragoste a celor doi, de Radu Muntean - Cinemagia

Filme de scurt metraj
- Grigore & Marieta, de Cătălin Cocriș - IMDB

Documentare
- 25.12.1995, București, Gara de Nord, de Cristi Puiu - Cinemagia
- Viața e în altă parte, de Radu Muntean - Cinemagia

## 1997
- Omul zilei, de Dan Pița - IMDB
- Gadjo dilo, de Tony Gatlif - IMDB
- Femeia în roșu, de Mircea Veroiu - IMDB
- Lunga călătorie cu trenul, de Sinisa Dragin - IMDB
- Paradisul în direct, de Cornel Diaconu - IMDB
- Thalassa, Thalassa, de Bogdan Dumitrescu - IMDB

Documentare de televiziune
- Nebunia capetelor, de Thomas Ciulei - IMDB

Documentare scurte
- Profesiunea: gropar, de Cătălin Cocriș - IMDB

## 1998
- Dublu extaz, de Iulian Mihu - IMDB
- Terminus paradis, de Lucian Pintilie - IMDB
- Dolce far niente, de Nae Caranfil - IMDB
- The Shrunken City, de Ted Nicolaou - IMDB
- Martori dispăruți, de Szabolcs Cseh, Dan Mironescu - IMDB[2]

Filme de scurt metraj
- Mariana, de Cristian Mungiu - Cinemagia
- Zăpada mieilor, de Călin Peter Netzer - IMDB

Documentar
- 13 - 19 iulie 1998, Craiova, Azilul de bătrâni, de Cristi Puiu - Cinemagia

## 1999
- Triunghiul morții, de Sergiu Nicolaescu
- Faimosul paparazzo, de Nicolae Mărgineanu - IMDB
- Fii cu ochii pe fericire, de Alexandru Maftei - IMDB
- Față în față, de Marius Barna - IMDB

Filme de televiziune
- Ministerul comediei (serial) - IMDB
- Ultima gară, de Bogdan Dumitrescu - IMDB

Filme de scurt metraj
- Mâna lui Paulista, de Cristian Mungiu - Cinemagia

Documentar
- Sibiu/Hermannstadt. Oraș al culturii. Oraș al culturilor, de Dumitru Budrala [3][4][5]

## 2000
- Manipularea, de Nicolae Oprițescu - IMDB
- București-Viena, 8-15, de Cătălin Mitulescu - IMDB
- La bloc oamenii mor după muzică, de Cristian Nemescu - IMDB

Filme de scurt metraj
- Zapping, de Cristian Mungiu - IMDB
- Nici o întâmplare, de Cristian Mungiu - IMDB
- Corul pompierilor, de Cristian Mungiu - IMDB
- Invitație la masă, de Gabriel Sîrbu - IMDB

Documentare
- Masoneria română - adevăr și mistificare, de Răzvan Butaru - CineMagia

Documentare scurte
- Kitschitoarele.2 FM, de Cristian Nemescu - CineMagia

## 2001
- Marfa și banii, de Cristi Puiu - IMDB
- După-amiaza unui torționar, de Lucian Pintilie - IMDB
- În fiecare zi Dumnezeu ne sărută pe gură, de Sinișa Dragin - IMDB
- Sexy Harem Ada-Kaleh, de Mircea Mureșan - IMDB

Filme de televiziune
- Detectiv fără voie (serial), de George Arion - IMDB
- Conu Leonida în față cu reacțiunea, de Tudor Mărăscu, Claudiu Goga - IMDB

Filme de scurt metraj
- Dust, de Ruxandra Zenide - CineMagia
- Mecano, de Cristian Nemescu - IMDB
- Mihai și Cristina, de Cristian Nemescu - IMDB

Documentare
- Asta e, de Thomas Ciulei - IMDB

## 2002
- Furia, de Radu Muntean
- Binecuvântată fii, închisoare, de Nicolae Mărgineanu
- Filantropica, de Nae Caranfil - IMDB
- Turnul din Pisa, de Șerban Marinescu - IMDB
- Occident, de Cristian Mungiu - IMDB
- Vlad Nemuritorul, de Adrian Popovici
- Secretul reginei Cleopatra, de Cătălin Saizescu - IMDB
- Patul lui Procust, de Viorica Mesina, Sergiu Prodan - IMDB

Filme de televiziune
- Tandrețea lăcustelor, de Dan Necșulea — IMDB
- În familie (serial), de Radu Jude, Corina Radu - IMDB
- Râdeți cu oameni ca noi, de Melia Cerchez Anghel, Theodor Halacu-Nicon - IMDB

Filme de scurt metraj
- Aquarium, de Vasile Albineț - IMDB
- 17 minute întârziere, de Cătălin Mitulescu - IMDB
- Post telefonic suspendat temporar, de Corneliu Porumboiu - CineMagia
- Pe aripile vinului, de Corneliu Porumboiu - CineMagia
- Aceeași gară pentru doi, de Radu Potcoavă - IMDB
- La bloc (serial), de Radu Grigore - IMDB

## 2003
- Ce lume veselă, de Malvina Ursianu - IMDB
- 3 păzește, de Ovidiu Georgescu - IMDB [6]
- Dulcea saună a morții, de Andrei Blaier - IMDB
- Ambasadori, căutăm patrie, de Mircea Daneliuc - IMDB
- Niki Ardelean, colonel în rezervă, de Lucian Pintilie - IMDB
- Maria, de Călin Peter Netzer - IMDB
- Examen, de Titus Muntean - IMDB
- Război în bucătărie, de Marius Barna - IMDB
- Tancul, de Andrei Enache - IMDB
- File de istorie, file de credință, de Alexandru Gașpar [7][8]

Filme de televiziune
- Stele de... 5 stele (serial), de Silviu Jicman - IMDB

Filme de scurt metraj
- Stejarii verzi, de Ruxandra Zenide - IMDB
- Călătorie la oraș, de Corneliu Porumboiu - IMDB
- Poveste la scara "C", de Cristian Nemescu - IMDB

## 2004
- Orient Express, de Sergiu Nicolaescu
- Magnatul, de Șerban Marinescu
- Lotus, de Ioan Cărmăzan - IMDB
- Raport despre starea națiunii, de Ioan Cărmăzan - IMDB
- Faraonul, de Sinisa Dragin - IMDB
- Visul lui Liviu, de Corneliu Porumboiu - IMDB
- Milionari de weekend, de Cătălin Saizescu - IMDB
- Sindromul Timișoara, de Marius Barna - IMDB
- Camera ascunsă, de Bogdan Dumitrescu - IMDB
- Damen tango, de Dinu Tănase - IMDB

Filme de televiziune
- Căsătorie imposibilă (serial), de Silviu Jicman - IMDB
- Numai iubirea (serial), de Iura Luncașu, Paul Sorin Damian - IMDB
- Pălăria, de Horațiu Mălăiele - IMDB

Filme de scurt metraj
- Apartamentul, de Constantin Popescu - IMDB
- Canton, de Constantin Popescu - IMDB
- Triptik, de Cătălin Cocriș - IMDB
- Un cartuș de kent și un pachet de cafea, de Cristi Puiu - IMDB
- Trafic, de Cătălin Mitulescu - IMDB
- Boborul, de Radu Vasile Igazsag - CineMagia

Documentare
- Marele jaf comunist, de Alexandru Solomon - IMDB [9]

Documentare scurte
- Dumnezeu la saxofon, dracula la vioară, de Thomas Ciulei - IMDB

## 2005
- Moartea domnului Lăzărescu, de Cristi Puiu
- Second Hand, de Dan Pița
- Femeia visurilor, de Dan Pița - IMDB
- 15, de Sergiu Nicolaescu
- Sistemul nervos, de Mircea Daneliuc - IMDB
- Azucena, de Mircea Mureșan - IMDB
- Ryna, de Ruxandra Zenide - IMDB

Filme de televiziune
- Băieți buni (serial), de Theodor Halacu-Nicon - IMDB
- Păcatele Evei (serial), de Adrián Batista - IMDB

Filme de scurt metraj
- București-Berlin, de Anca Miruna Lăzărescu - IMDB
- Pentru o mână de bomboane, de Gabriel Sandru - IMDB
- Concluzie, de Gabriel Sandru - IMDB
- Le tramway d'Andréa, de Alex Iordăchescu - IMDB

Documentare
- Orbirea voluntară - Gellu Naum, de Marian Baciu - CineMagia

## 2006
- Cum mi-am petrecut sfârșitul lumii, de Cătălin Mitulescu
- A fost sau n-a fost?, de Corneliu Porumboiu
- Hârtia va fi albastră, de Radu Muntean
- Păcală se întoarce, de Geo Saizescu
- Happy End, de Radu Potcoavă - IMDB
- Margo, de Ioan Cărmăzan - IMDB
- Offset, de Cristi Puiu - IMDB
- Un acoperiș deasupra capului, de Adrian Popovici - IMDB
- Trei frați de belea, de Theodor Halacu-Nicon - IMDB
- Legături bolnăvicioase, de Tudor Giurgiu

Filme de televiziune
- Dragoste de mama, de Ioan Cărmăzan - IMDB
- Cu inima indoită, de Ioan Cărmăzan - IMDB
- Lombarzilor 8, de Alexandru Maftei, Hadrian Marcu, Titus Muntean - IMDB
- E dreptul meu!, de Corina Radu - IMDB
- Prețul iubirii, de Corina Radu - IMDB
- Mincinoasa, de Adrian Sitaru - IMDB
- A doua șansă, de Adrian Sitaru - IMDB
- Răzbunarea, de Adrian Sitaru - IMDB
- Leana și Costel (serial), de Theodor Halacu-Nicon, Paul Sorin Damian - IMDB
- Martor fără voie (serial), de Alexandru Lupu - IMDB
- Om sărac, om bogat (serial), de Adrián Batista, Virgil Nicolaescu, Anca Colteanu, Peter Kerek, Alex Mihail - IMDB
- Meseriașii, (serial), de Radu Grigore, Cătălin Bugean, Claudiu Perusco - IMDB
- La urgență (serial), de Ana-Valentina Florescu, Anca Yvette Grădinariu, Ileana Muntean - IMDB
- Daria, iubirea mea (serial), de Alex Fotea, Sebastian Voinea - IMDB
- Minunata lume Disney, de Ana-Valentina Florescu - IMDB
- Învăț să fiu mama ta, de Adrián Batista - IMDB
- Dușmanul din casă, de Peter Kerek - IMDB
- Inocență furată, de Alex Fotea - IMDB

Filme de scurt metraj
- Tertium non datur, de Lucian Pintilie - IMDB
- Alexandra, de Radu Jude - IMDB
- Examen, de Paul Negoescu - IMDB
- Marilena de la P7, de Cristian Nemescu - IMDB
- Când se stinge lumina, de Igor Cobileanski - IMDB
- Abuz de cafea, de Mircea Marica - IMDB
- Love Close-up, de Sebastian Voinea - IMDB
- Pam Para Ram, de Petru Hadarca - IMDB [10]

## 2007
- 4 luni, 3 săptămâni și 2 zile, de Cristian Mungiu
- California Dreamin' (nefinalizat), de Cristian Nemescu
- Restul e tăcere, de Nae Caranfil
- Logodnicii din America, de Nicolae Mărgineanu - IMDB
- După ea, de Cristina Ionescu - IMDB
- Ticăloșii, de Șerban Marinescu - IMDB [11]
- Pescuit sportiv, de Adrian Sitaru - IMDB

Filme de televiziune
- Agentul VIP (serial), de Mihai Gâdea, Dana Nedelciu - IMDB
- Kids Mania (serial), de Ionel Popescu - IMDB
- Cu un pas înainte (serial), de Virgil Nicolaescu - IMDB
- Inimă de țigan (serial), Alex Fotea, Iura Luncașu, Sebastian Voinea - IMDB
- Războiul sexelor (serial), Alex Fotea, Peter Kerek, Vladimir Anton - IMDB
- De la miel pân'la Eiffel, de Silviu Jicman - IMDB
- Tache, de Igor Cobileanski - IMDB

Filme de scurt metraj
- Lampa cu căciulă, de Radu Jude
- Dimineața, de Radu Jude - IMDB
- Acasă, de Paul Negoescu - IMDB
- Radu + Ana, de Paul Negoescu - IMDB
- Valuri, de Adrian Sitaru - IMDB
- Interior. Scara de bloc, de Ciprian Alexandrescu - IMDB
- Synopsis Docu-Drama, de Ciprian Alexandrescu - IMDB
- Lecția de box, de Alexandru Mavrodineanu - CineMagia
- Filmele mele nefăcute, de Eva Pervolovici - CineMagia
- La drumul mare, de Gabriel Sîrbu - IMDB

Documentare
- Secretul Devei, de Anca Miruna Lăzărescu - IMDB
- Nichita Stănescu, de Marian Baciu - CineMagia
- Gumelnița. Bucșani. O nouă lume, același început, de Daniel Simion - CineMagia[12]

## 2008
- Boogie (30 și ceva), de Radu Muntean
- Supraviețuitorul, de Sergiu Nicolaescu
- Marilena, de Mircea Daneliuc
- Legiunea străină, de Mircea Daneliuc - IMDB
- Elevator, de George Dorobanțu
- Dincolo de America, de Marius Barna - IMDB
- Schimb valutar, de Nicolae Mărgineanu - IMDB [13]
- Nunta mută, de Horațiu Mălăiele - IMDB[14]
- A fost odată în Transilvania, de Manuela Morar - CineMagia
- Poveste de cartier - IMDB
- Călătoria lui Gruber, de Radu Gabrea - IMDB

Filme de televiziune
- Gala (serial), de Ionel Popescu - IMDB
- 17 - o poveste despre destin (serial), de Theodor Halacu-Nicon - IMDB
- Anticamera (serial), de Cătălin Bugean, Florin Călinescu și Claudiu Perusco - IMDB
- Serviciul Omoruri (serial), de Valentin Hotea - IMDB
- Vine poliția! (serial), de Phil Ramuno - IMDB
- Arestat la domiciliu (serial), de Mihai Brătilă, Anca Colteanu, Radu Grigore, Phil Ramuno - IMDB
- Îngerașii (serial), de Vladimir Anton, Mihai Brătilă, Bogdan Dumitrescu - IMDB
- Regina (serial), de Iura Luncașu

Filme de scurt metraj
- Fața galbenă care râde, de Constantin Popescu - IMDB
- O zi bună de plajă, de Bogdan Mustață
- Dănuț pleacă pe vapor, de Radu Potcoavă - IMDB
- Târziu, de Paul Negoescu - IMDB
- Scurtă plimbare cu mașina, de Paul Negoescu - IMDB
- Megatron, de Marian Crișan - IMDB
- Dreamer, de Paul Sorin Damian - IMDB
- Dulciuri nocturne, de Ilinca Neagu - IMDB
- Zombie infectors 3, de Nicolae Constantin Tănase - CineMagia

Documentare
- Podul de Flori, de Thomas Ciulei - IMDB[15][16]

## 2009
- Polițist, adjectiv, de Corneliu Porumboiu
- Carol I, de Sergiu Nicolaescu
- Amintiri din Epoca de Aur 1: Tovarăși, frumoasă e viața!, de Cristian Mungiu
- Medalia de onoare, de Călin Peter Netz
- Caravana cinematografică, de Titus Muntean - IMDB
- Intalniri incrucisate, de Anca Damian - IMDB
- Pescuit sportiv, de Adrian Sitaru - IMDB
- Cele ce plutesc, de Mircea Daneliuc - IMDB
- Weekend cu mama, de Stere Gulea
- Cealaltă Irina, de Andrei Gruzsniczki - IMDB
- O secundă de viață, de Ioan Cărmăzan - IMDB
- Felicia înainte de toate, de Răzvan Rădulescu, Melissa de Raaf - IMDB [17]
- Nuntă în Basarabia, de Nap Toader - IMDB
- Cea mai fericită fată din lume, de Radu Jude - IMDB

Filme de televiziune
- Aniela (serial), de Iura Luncașu - IMDB
- Fetele Marinarului (serial), de Sebastian Voinea - IMDB
- State de România - student la Sorbona, de Iura Luncașu și Laurențiu Maronese

Filme de scurt metraj
- Baia Mare-Constanța și Retur, de Cristian Mungiu - Cinemagia
- Renovare, de Paul Negoescu - IMDB
- Fabulosul destin al lui Toma Cuzin, de Paul Negoescu, Vlad Trandafir - IMDB
- Lord, de Adrian Sitaru - IMDB
- Ploaie în deșert, de Ilinca Neagu - IMDB
- Nunta lui Oli, de Tudor Cristian Jurgiu - IMDB

Documentare
- Cinemaguerilla, de Marian Baciu, Mihaela Iulia Baciu - CineMagia
- Lumea văzută de Ion B., de Alexander Nanau
- Constantin și Elena, de Andrei Dăscălescu - IMDB
- Dacia, dragostea mea, de Ștefan Constantinescu, Julio Soto Gurpide - IMDB [18]
- Victoria, Adi Voicu, Ana Vlad[19]

## 2010
- Eu când vreau să fluier, fluier, de Florin Șerban
- Poker, de Sergiu Nicolaescu
- Aurora, de Cristi Puiu
- Europolis, de Corneliu Gheorghiță - IMDB -  Arhivat în 5 martie 2016, la Wayback Machine.
- Morgen, de Marian Crișan
- Marți, după Crăciun, de Radu Muntean
- WebSiteStory, de Dan Chișu - IMDB
- Portretul luptătorului la tinerețe, de Constantin Popescu
- Principii de viață, de Constantin Popescu - IMDB
- Oul de cuc, de Ioan Cărmăzan - IMDB
- Dacă bobul nu moare, de Sinisa Dragin - IMDB
- Periferic, de Bogdan George Apetri - IMDB -  Arhivat în 2 aprilie 2011, la Wayback Machine.
- Eva, de Adrian Popovici - IMDB
- Mănuși roșii, de Radu Gabrea - IMDB
- Despre cosmetice și fericire, de Ruxandra Zenide - CineMagia
- Burta balenei, de Ana Lungu, Ana Szel - IMDB
- Circul Vesel, de Claudiu Mitcu - CineMagia

Filme de televiziune
- În derivă (serial), de Adrian Sitaru, Titus Muntean - IMDB
- Iubire și onoare (serial), de Iura Luncașu - IMDB
- Moștenirea, (serial), de Laurențiu Maronese, Mihai Brătilă, Iura Luncașu - IMDB
- Gala: The Movie , de Marius Barna, Ionel Popescu - IMDB
- State și Flacăra - Vacanță la Nisa, de Iura Luncașu și Laurențiu Maronese

Filme de scurt metraj
- Stopover, de Ioana Uricaru - IMDB
- Muzica în Sânge, de Cătălin Mitulescu - IMDB
- Derby, de Paul Negoescu - IMDB
- Colivia, de Adrian Sitaru - IMDB
- Watch Out for the Sunset, de Vlad Oancea - IMDB
- Adulter, de Peter Kerek - IMDB
- Oxigen, de Adina Pintilie - IMDB
- Captivi de Crăciun, de Iulia Rugină - IMDB
- Outrageously Disco, de Nicolae Constantin Tănase - IMDB
- Rahela, de Olimpia Stavarache - CineMagia [20]

Documentare
- Kapitalism, rețeta noastră secretă, de Alexandru Solomon - IMDB
- Autobiografia lui Nicolae Ceaușescu, de Andrei Ujică - IMDB
- Memoria de piatră, de Iosif Demian - CineMagia
- The Shukar Collective Project, de Matei-Alexandru Mocanu - IMDB
- Singur acasă – O tragedie românească, de Ionuț Cârpătorea - IMDB
- Metrobranding', de Ana Vlad, Adi Voicu - IMDB [21]

Documentare scurte
- Summer Camp Romania, de Necula Tedy - IMDB

## 2011
- Bună! Ce faci?, de Alexandru Maftei
- Loverboy, de Cătălin Mitulescu - IMDB -
- Din dragoste cu cele mai bune intenții, de Adrian Sitaru - IMDB
- Nașa, de Jesús del Cerro și Virgil Nicolaescu
- Ceva Bun de la Viață, de Dan Pița - IMDB
- Ursul, de Dan Chișu - IMDB
- Film pentru prieteni, de Radu Jude - IMDB
- Visul lui Adalbert, de Gabriel Achim - IMDB[22]
- Umilință, de Cătălin Apostol - IMDB[23][24]

Filme de televiziune
- Pariu cu viața, de Alex Fotea - IMDB
- Las fierbinți, de Dragoș Buliga - IMDB

Filme de scurt metraj
- Apele tac, de Anca Miruna Lăzărescu - IMDB[25]
- Coji de nuci, de Necula Tedy - IMDB
- Superman, Spiderman sau Batman, de Tudor Giurgiu (cel mai bun scurtmetraj european în 2012) [26] - IMDB

Documentare
- Vorbitor, de Alexandru Baciu, Radu Muntean - IMDB
- Bucharestless, de George Dorobanțu - IMDB
- Păcătoasa Teodora, de Anca Hirte - IMDB
- Crulic - Drumul spre dincolo, de Anca Damian - IMDB
- Epopeea națională cinematografică[27], de Bogdan-Alexandru Jitea - CineMagia

## 2012
- 365 de Revelioane, de Paul Negoescu[28] - IMDB
- Undeva la Palilula, de Silviu Purcărete[29] - IMDB
- După dealuri, de Cristian Mungiu[30][31][32] - IMDB
- O lună în Thailanda, de Paul Negoescu[33] - IMDB
- Evadarea, de Andrei Gruzsniczki[34]
- Trei zile până la Crăciun, de Radu Gabrea - CineMagia[35][35][35][35][35][35]
- Ultimul corupt din România, de Sergiu Nicolaescu[36][37]
- Lupu, de Bogdan Mustață
- Despre oameni și melci, coproducție româno-franceză [38][39]
- Toată lumea din familia noastră, de Radu Jude [40]
- Rocker, de Marian Crișan [41]

Documentare
- Stremț '89, de Dragoș Dulea și Anda Pușcaș
- Gone Wild, de Dan Curean
- Aici... adică Acolo, de Laura Căpățâna Juller
- Turn off the lights, de Ivana Mladenović

Filme de scurt metraj
- Cătun fericit, de Dumitru Cucu [42] - CineMagia
- Șanțul, de Adrian Silișteanu [43]
- Vaca finlandeză, de Gheorghe Preda [43]
- Pastila fericirii, de Cecilia Felmeri [43]
- Waste, de Anton Groves [43]
- Tuns, ras și frezat, de Bogdan Mureșanu [43]

## 2013
- Domestic, de Adrian Sitaru [44][45]
- Domnișoara Christina, de Alexandru Maftei
- Poziția copilului, de Călin Peter Netzer
- Câinele japonez, de Tudor Cristian Jurgiu[46][47]
- Când se lasa seara peste Bucuresti sau Metabolism, de Corneliu Porumboiu
- Matei, copil miner, de Alexandra Gulea [48][49][50]
- Micul spartan, de Dragoș Iuga [51]
- Love Building, de Iulia Rugină [51]
- O vară foarte instabilă, de Anca Damian [51][52]
- Sunt o babă comunistă, de Stere Gulea [53][54]
- Roxanne, de Valentin Hotea [55][56][57]
- Puzzle pentru orbi, de Andrei Zincă

Filme de scurt metraj
- O umbră de nor, de Radu Jude [58][59]
- În acvariu, de Tudor Cristian Jurgiu [60][61]
- Bad Penny, de Andrei Crețulescu [43]
- Prietenie, baratsag, de Rusu Ionuț [43][62]
- Claudiu și crapii, de Andrei Tănase [43]
- La mulți ani!, de Armine Vosganian [43][63]
- Vocea a doua, Daniel Sandu [64]
- Marți, de Roxana Andrei [65]
- Trois Exercises, de Cristi Puiu
- Așteaptă-mă, de Cristi Balint [66]

Filme de scurt metraj de animație
- Ușor poate oricine, de Paul Mureșan [43]
- 2 (Doi), de Ilinca Šeda [43]

Documentare
- Exploratorul, de Titus Muntean și Xantus Gabor

## 2014
- Quod Erat Demonstrandum [67]
- Lumea e a mea, de Nicolae Constantin Tănase [68][69]
- America, venim!, de Răzvan Săvescu [70]
- #Selfie, de Cristina Iacob [71]

Documentare
- București, unde ești?, de Vlad Petri [72]

## 2022
- Capra cu trei iezi (film) de Victor Canache